# Tortula cylindrica
Tortula cylindrica là một loài rêu trong họ Pottiaceae. Loài này được (Bruch ex Brid.) Mitt. mô tả khoa học đầu tiên năm 1859.